# Liste der Bodendenkmäler in Garmisch-Partenkirchen
Auf dieser Seite sind die Bodendenkmäler in dem oberbayerischen Markt Garmisch-Partenkirchen zusammengestellt. Diese Tabelle ist eine Teilliste der Liste der Bodendenkmäler in Bayern. Grundlage ist die Bayerische Denkmalliste, die auf Basis des Bayerischen Denkmalschutzgesetzes vom 1. Oktober 1973 erstmals erstellt wurde und seither durch das Bayerische Landesamt für Denkmalpflege geführt wird. Die folgenden Angaben ersetzen nicht die rechtsverbindliche Auskunft der Denkmalschutzbehörde.

## Bodendenkmäler in Garmisch-Partenkirchen
| Lage       | Objekt                                                                                      | Akten-Nr.     | Bild |
| ---------- | ------------------------------------------------------------------------------------------- | ------------- | ---- |
| (Standort) | Höhensiedlung vor- und frühgeschichtlicher Zeitstellung, u. a. der Bronzezeit               | D-1-8432-0012 |      |
| (Standort) | Körpergräber der späten römischen Kaiserzeit.                                               | D-1-8432-0028 |      |
| (Standort) | Untertägige mittelalterliche und frühneuzeitliche Befunde im Bereich der Burgruine          | D-1-8432-0034 |      |
| (Standort) | Kalkherstellungsanlagen und Steinbrüche des hohen oder späten Mittelalters.                 | D-1-8432-0036 |      |
| (Standort) | Dorfwüstung des hohen und späten Mittelalters („Aschau“).                                   | D-1-8432-0058 |      |
| (Standort) | Körpergräber des frühen Mittelalters.                                                       | D-1-8532-0005 |      |
| (Standort) | Reihengräberfeld des frühen Mittelalters.                                                   | D-1-8532-0008 |      |
| (Standort) | Körpergräber vorgeschichtlicher Zeitstellung.                                               | D-1-8532-0020 |      |
| (Standort) | Untertägige mittelalterliche und frühneuzeitliche Befunde im Bereich der Kath. Filialkirche | D-1-8532-0021 |      |
| (Standort) | Untertägige spätmittelalterliche und frühneuzeitliche Befunde im Bereich der Kath. Kirch    | D-1-8532-0023 |      |
| (Standort) | Abgegangene Gipsmühle der frühen Neuzeit.                                                   | D-1-8532-0024 |      |
| (Standort) | Untertägige frühneuzeitliche Befunde im Bereich der Kath. Votiv- und Wallfahrtskirche       | D-1-8532-0026 |      |
| (Standort) | Untertägige frühneuzeitliche Befunde im Bereich der Kath. Filialkirche St. Anna             | D-1-8532-0027 |      |
| (Standort) | Untertägige spätmittelalterliche und frühneuzeitliche Befunde im Bereich der Kath. Kirche   | D-1-8532-0032 |      |
| (Standort) | Profanierte Kapelle des späten Mittelalters.                                                | D-1-8532-0033 |      |
| (Standort) | Untertägige mittelalterliche und frühneuzeitliche Siedlungsteile                            | D-1-8532-0042 |      |
| (Standort) | Untertägige frühneuzeitliche Befunde im Bereich der Kath. Kapelle St. Sebastian             | D-1-8532-0043 |      |
| (Standort) | Untertägige frühneuzeitliche Befunde im Bereich der Gsteigkapelle (ehem. Maria-Hilf)        | D-1-8532-0044 |      |
| (Standort) | Hofwüstung des späten Mittelalters und der frühen Neuzeit („Reinthal“).                     | D-1-8532-0051 |      |